# 横浜55年会
横浜55年会（よこはまごじゅうごねんかい）は、プロ野球・横浜ベイスターズ（現・横浜DeNAベイスターズ）に所属していた昭和55年度（1980年4月2日～1981年4月1日）生まれの選手たちによって、2007年に結成された組織である。野球教室などのイベントや、ブログなどの活動を行っていたが、2011年以降は現役を引退した選手が相次いだため自然消滅した形になっている。基本的に外国人選手は加入していない。

## メンバー
- 大西宏明（1980年4月28日生まれ）2007年オフに古木克明とのトレードで横浜に入団。2010年オフに横浜を退団。2011年福岡ソフトバンクホークスに育成選手として入団したが、オフに戦力外通告を受けて引退。
- 小池正晃（1980年5月15日生まれ）2008年途中に石井裕也とのトレードで中日ドラゴンズに移籍するが、2011年オフにFAで復帰。2013年引退。現横浜一軍打撃コーチ
- 堤内健（1980年7月20日生まれ）現横浜打撃投手
- 河野友軌（1980年11月1日生まれ）
- 古木克明（1980年11月10日生まれ）上記の大西とのトレードでオリックスに移籍、2009年に引退し総合格闘家を経てプロ野球復帰を目指すも引退
- 三橋直樹（1980年12月2日生まれ）2009年オフに横浜を退団。2010年に富山に入団したが、同年退団。現横浜打撃投手
- 木村昇吾（1980年4月16日生まれ）2007年オフに小山田保裕とのトレードで岸本秀樹と共に広島カープに移籍。2015年オフにFA宣言した上でテスト入団。2016年に戦力外通告を受けた。その後トライアウトに挑戦するもオファーが来ず、現在はクリケット選手に転向した。
- 村田修一（1980年12月28日生まれ）2011年オフにFAで読売ジャイアンツに移籍。2017年オフに戦力外通告を受けて、翌年栃木ゴールデンブレーブスに入団。2018年に現役引退を発表し、これで横浜55年会に加入した選手全員が引退したことになる。

## 同学年で横浜に所属していたが加入していない選手
- 金川直樹（1980年6月3日生まれ）横浜に在籍していたが、2007年より前に退団したため加入していない。
- 土居龍太郎（1981年1月11日生まれ）同上。
- ホセロ・ディアス（1980年4月13日生まれ）2007年に横浜に在籍していたが、外国人選手のため未加入。
- マイク・ウッド（1980年4月26日生まれ）2008年に横浜に在籍していたが、外国人選手のため未加入。
- トム・マストニー（1981年2月4日生まれ）2009年に横浜に在籍していたが、外国人選手のため未加入。
- 後藤武敏（1980年6月2日生まれ）2012年から2018年までDeNAに在籍していたが、未加入。